# An American Girl: McKenna Shoots for the Stars
An American Girl: McKenna Shoots for the Stars (bra: Uma Garota Americana: McKenna Super Estrela ou McKenna Rumo ao Estrelato) é um filme de drama familiar americano de 2012 estrelado pela atriz Jade Pettyjohn, Ysa Penarejo, Cathy Rigby, Nia Vardalos, e Ian Ziering. Este filme é baseado nos livros de McKenna da série American Girl escrita por Mary Casanova. O filme também é o segundo da série a apresentar uma personagem de Garota do Ano, sendo a primeira Chrissa - Uma Lição de Força, e é o sexto filme da série American Girl em geral.
O filme é sobre a vida de McKenna Brooks, enquanto ela luta para equilibrar seu tempo na escola e em sua carreira como ginasta. O roteiro foi escrito por Jessica O'Toole e Amy Rardin. O filme foi dirigido por Vince Marcello.

## Enredo
No ginásio Shooting Star, McKenna Brooks está praticando sua rotina de trave de equilíbrio, que ela termina com uma desmontagem desafiadora para trás. A treinadora Isabelle Manning diz a McKenna que o movimento é muito avançado para ela e ela deve ficar com a desmontagem mais fácil por enquanto. O sonho de McKenna é ir às Olimpíadas; no entanto, seu treinador diz a ela que ela precisa trabalhar lentamente. Quando McKenna começa a se sentir desanimada, sua melhor amiga Toulane Thomas se aproxima e diz a McKenna que ela era uma ginasta muito ruim. Ela então fala sobre como os dois vão entrar nos Jogos Olímpicos de Verão de 2016. Toulane explica que ela estará no pódio com seu ouro e McKenna ao lado dela com sua prata. McKenna diz a ela que será o contrário. Por enquanto, seu objetivo imediato é tornar o time regional competitivo; quando outra garota, Sierra, cai, eles notam que ela não será uma grande competição, mas também comentam sobre uma garota de outro time que geralmente é considerada a melhor e que eles acham que tem certeza de conseguir uma das três pontos. As meninas voltam à ginástica até que a avó de McKenna entra na academia com as irmãs gêmeas mais novas de McKenna, Maisey e Mara, para buscá-la.